# David Goode (kunstenaar)

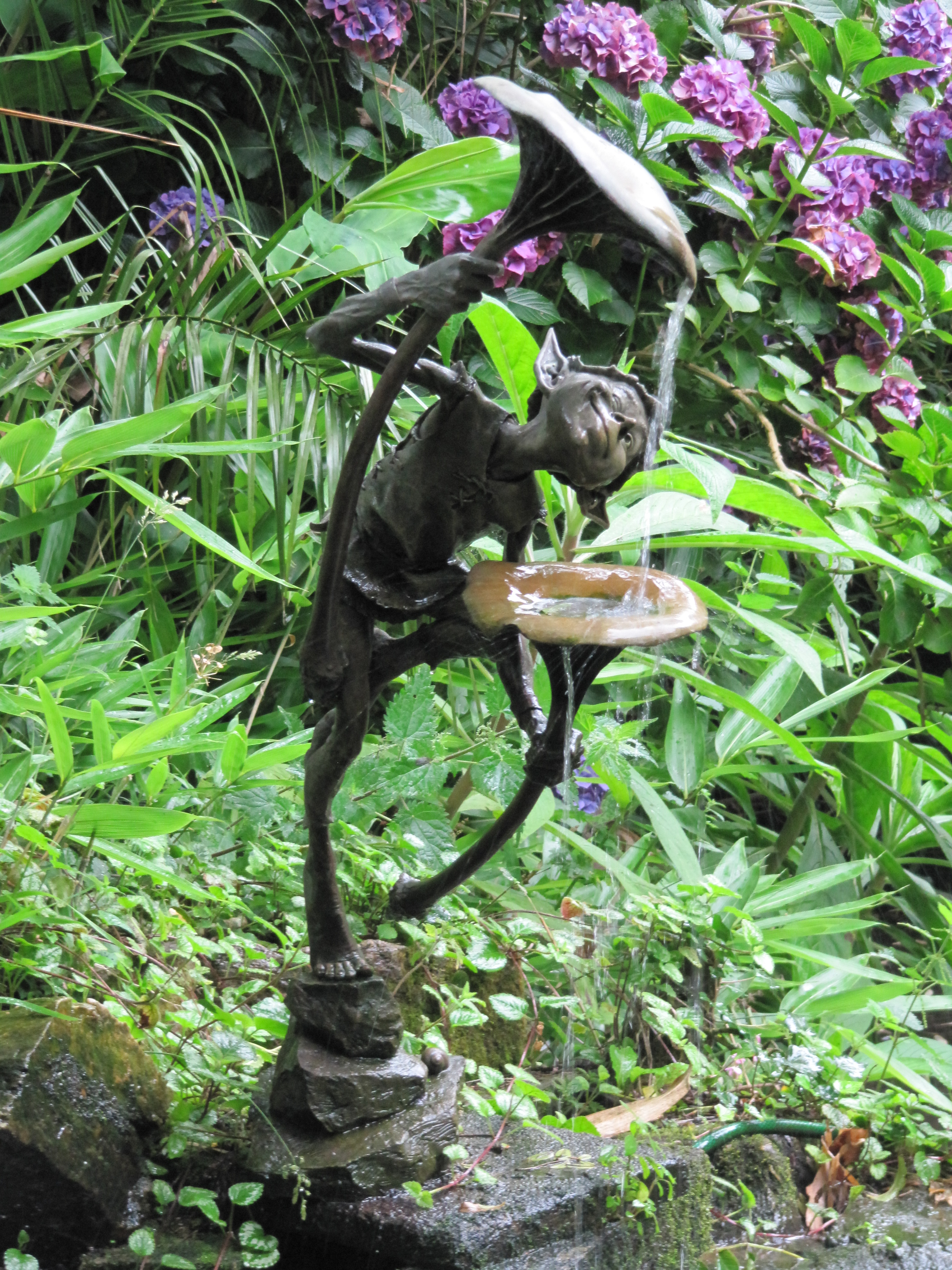
"Goblin with mushrooms" door David Goode (Sausmarez Manor beeldenroute, 2011)

David Goode (Oxford, oktober 1966) is een Brits beeldend kunstenaar. 
Hij ging naar de Sir Henry Doulton School of Sculpture in Stoke-on-Trent en specialiseerde zich in portretten en figuratieve kunst. In 1988 begon hij op 21-jarige leeftijd als waskunstenaar bij Madame Tussauds in Londen, waarmee hij de jongste waskunstenaar is die ooit bij Madame Tussauds in dienst was. Enkele van de door hem gemaakte wassenbeelden zijn die van Freddie Mercury, Joan Collins, Madonna, Michael Jackson, George Michael, Ronald Reagan, Arnold Schwarzenegger en Yasser Arafat.
In 1994 werd Goode freelance-beeldhouwer. Hij nam enkele privé-opdrachten aan en begon zijn eigen werk tentoon te stellen. 
Delen van zijn goblin-collectie werden geïntroduceerd op de Chelsea Flower Show van 1995. Sinds 2004 worden jaarlijks enkele van zijn werken vertoond op de beeldenroute van Sausmarez Manor in Guernsey.
David Goode woont en werkt in Oxford.